# Bouilh-Péreuilh
Bouilh-Péreuilh è un comune francese di 106 abitanti situato nel dipartimento degli Alti Pirenei nella regione dell'Occitania.

## Società

### Evoluzione demografica
Abitanti censiti